# Kyangin
Kyangin är en kommun i Myanmar.   Den ligger i regionen Ayeyarwady, i den södra delen av landet, 200 km sydväst om huvudstaden Naypyidaw. Antalet invånare är 98 587.